# Dendrelaphis biloreatus
Dendrelaphis biloreatus is een slang uit de familie toornslangachtigen (Colubridae) en de onderfamilie Ahaetuliinae.

## Naam en indeling
De wetenschappelijke naam van de soort werd voor het eerst voorgesteld door Frank Wall in 1908. Later werden de wetenschappelijke namen Dendrelaphis gorei en Dendrophis gorei aan dezelfde soort gegeven. Dat zijn dus jongere synoniemen.
De soortaanduiding gorei, die St George Corbet Gore eert, duikt in literatuur nog vaak op. De soortaanduiding biloreatus verwijst naar de dubbele "loreale" schub op de snuitrand.

## Verspreiding en habitat
Dendrelaphis biloreatus komt voor in delen van Azië in de landen India (Darjeeling, Assam, en Arunachal Pradesh), Myanmar, Vietnam en China (Xinjiang, Tibet). De slang is niet giftig en leeft voornamelijk in bomen.